# Pleasant Valley (Alaska)
Pleasant Valley – jednostka osadnicza w Stanach Zjednoczonych, w stanie Alaska, w okręgu Fairbanks North Star.